# Estación Maimará
Maimará es una estación de ferrocarril ubicada en la localidad homónima, departamento de Tilcara, provincia de Jujuy, Argentina. 

## Servicios
Sus vías e instalaciones pertenecientes al Ferrocarril General Belgrano están a cargo del gobierno provincial.Desde el 18 de junio de 2024 funciona como estación del Tren Solar de la Quebrada, un servicio turístico operado por el Gobierno de la Provincia de Jujuy. 

## Imágenes

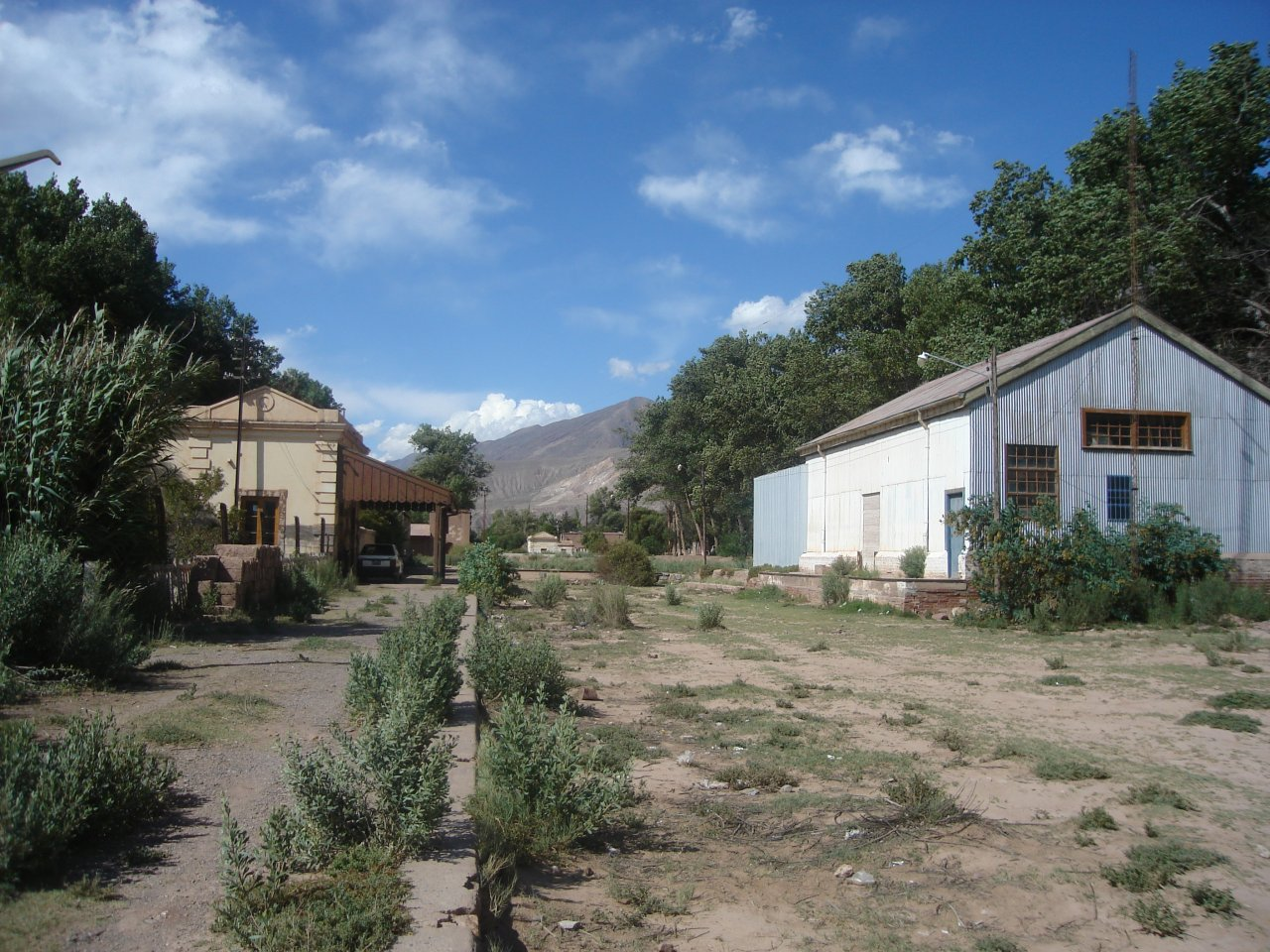
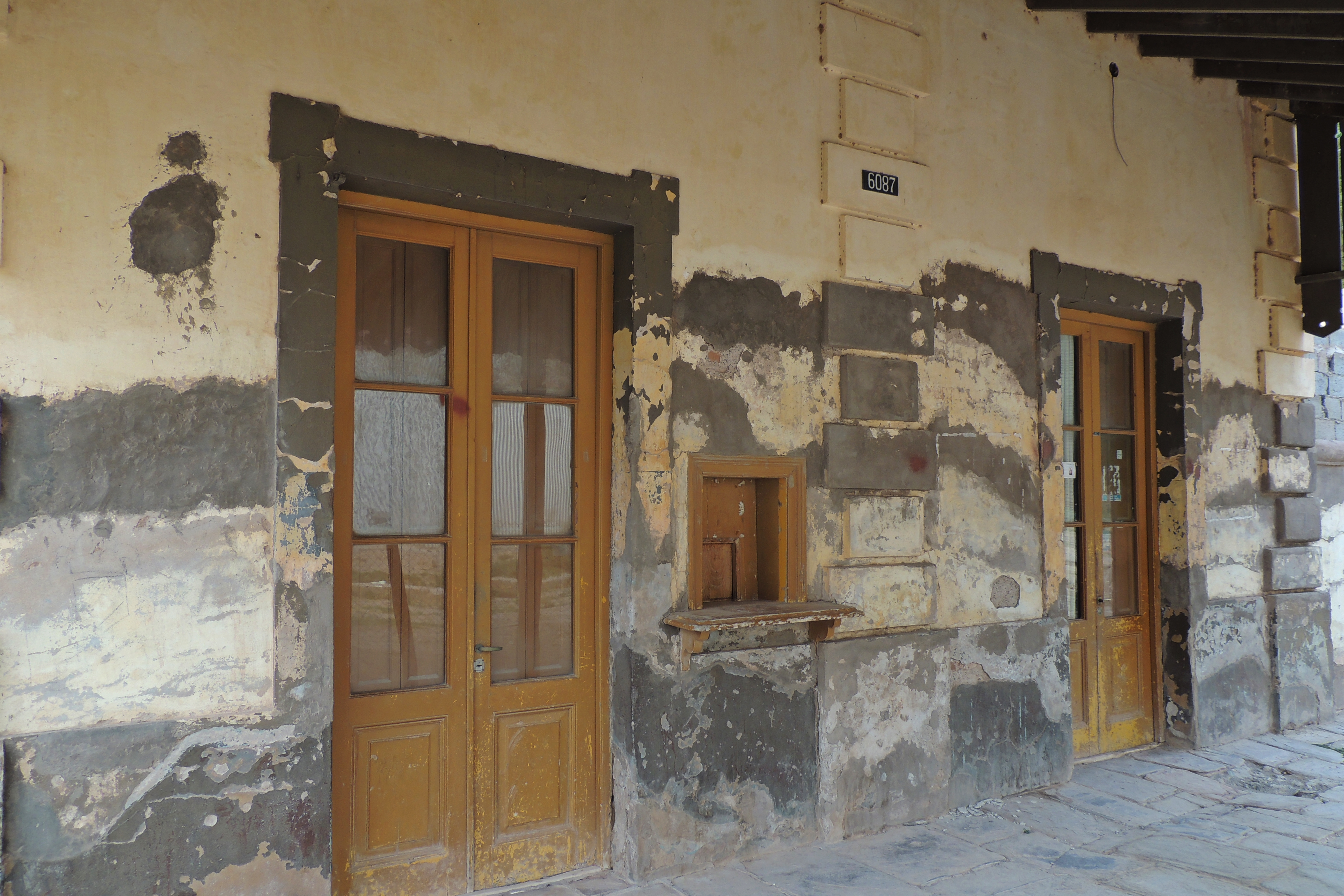
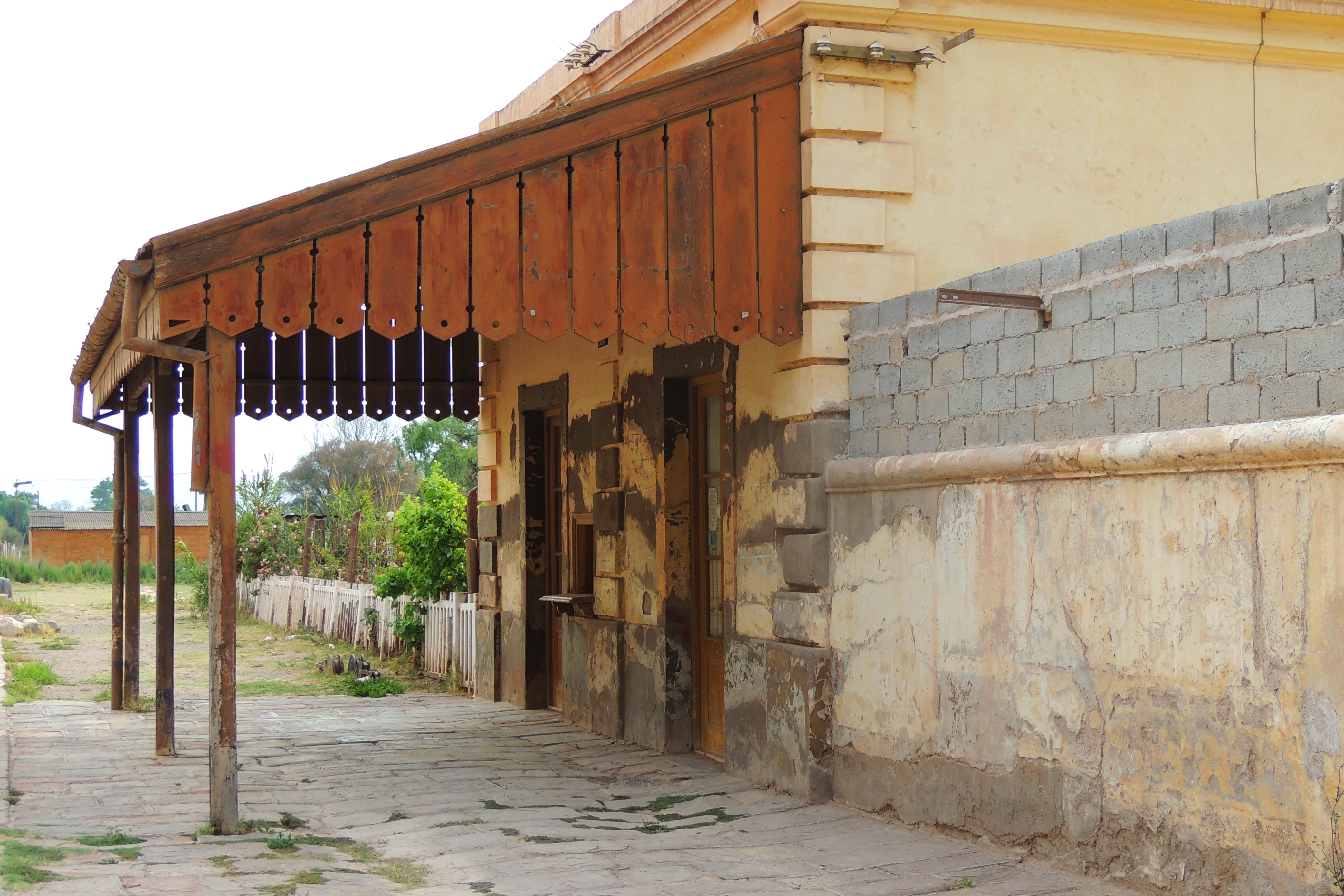